# ونداربن
وَنداربُن، روستایی است از توابع بخش مرکزی شهرستان کلاردشت در استان مازندران ایران.

## جمعیت
این روستا در دهستان کلاردشت غربی قرار دارد و براساس سرشماری مرکز آمار ایران در سال ۱۳۹۵، جمعیت آن زیر سه نفر بوده‌است. مردم ونداربن از قومیت طبری هستند. مردم ونداربن به زبان طبری و گویش کلارستاقی سخن می‌گویند.